# Hedwig von Wissmann

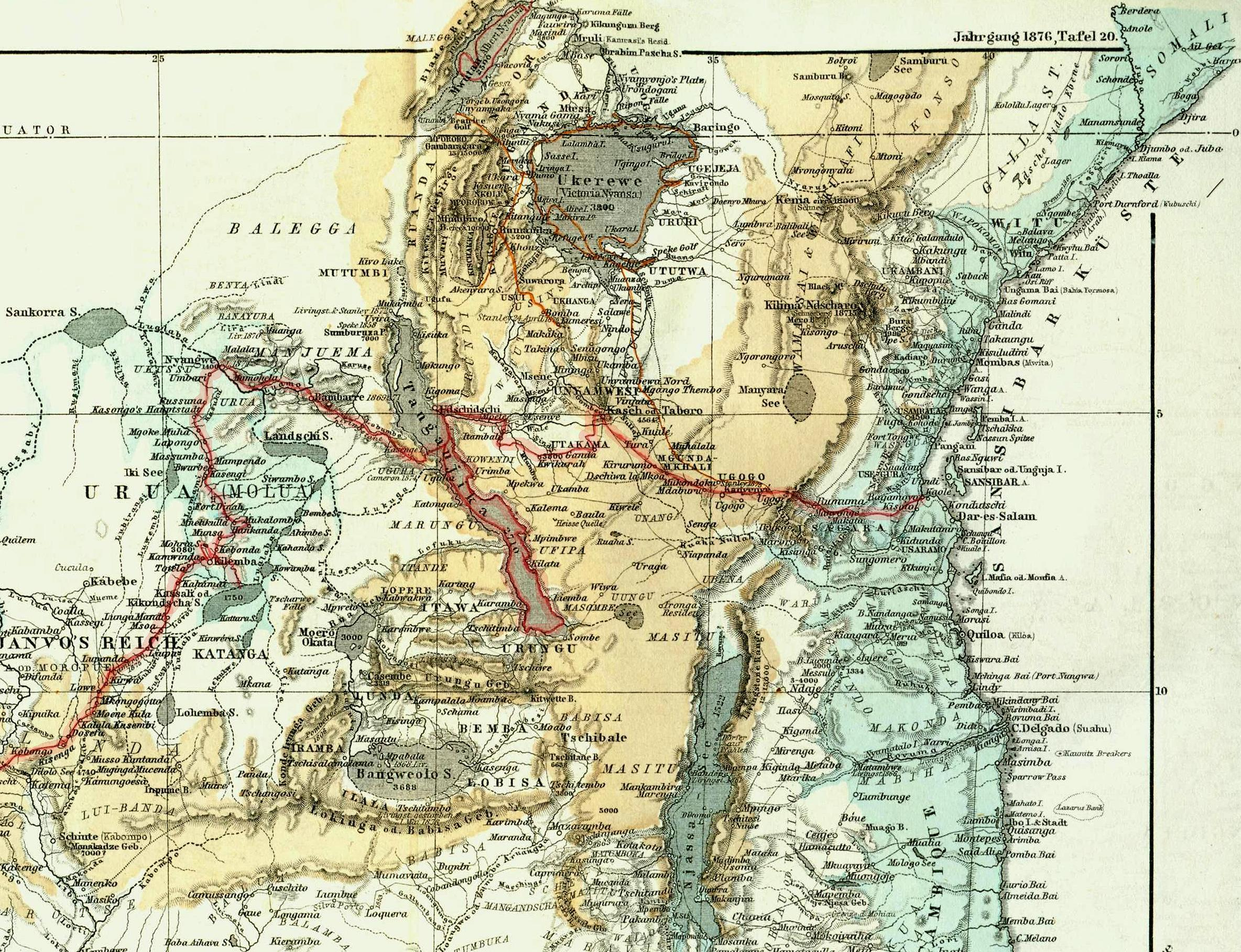
Kigoma am Tanganjikasee in Ostafrika 1876

Die Hedwig von Wissmann war ein deutsches Postschiff, später Kanonenboot, das auf dem Tanganjikasee verkehrte.

## Geschichte

### Vor dem Krieg

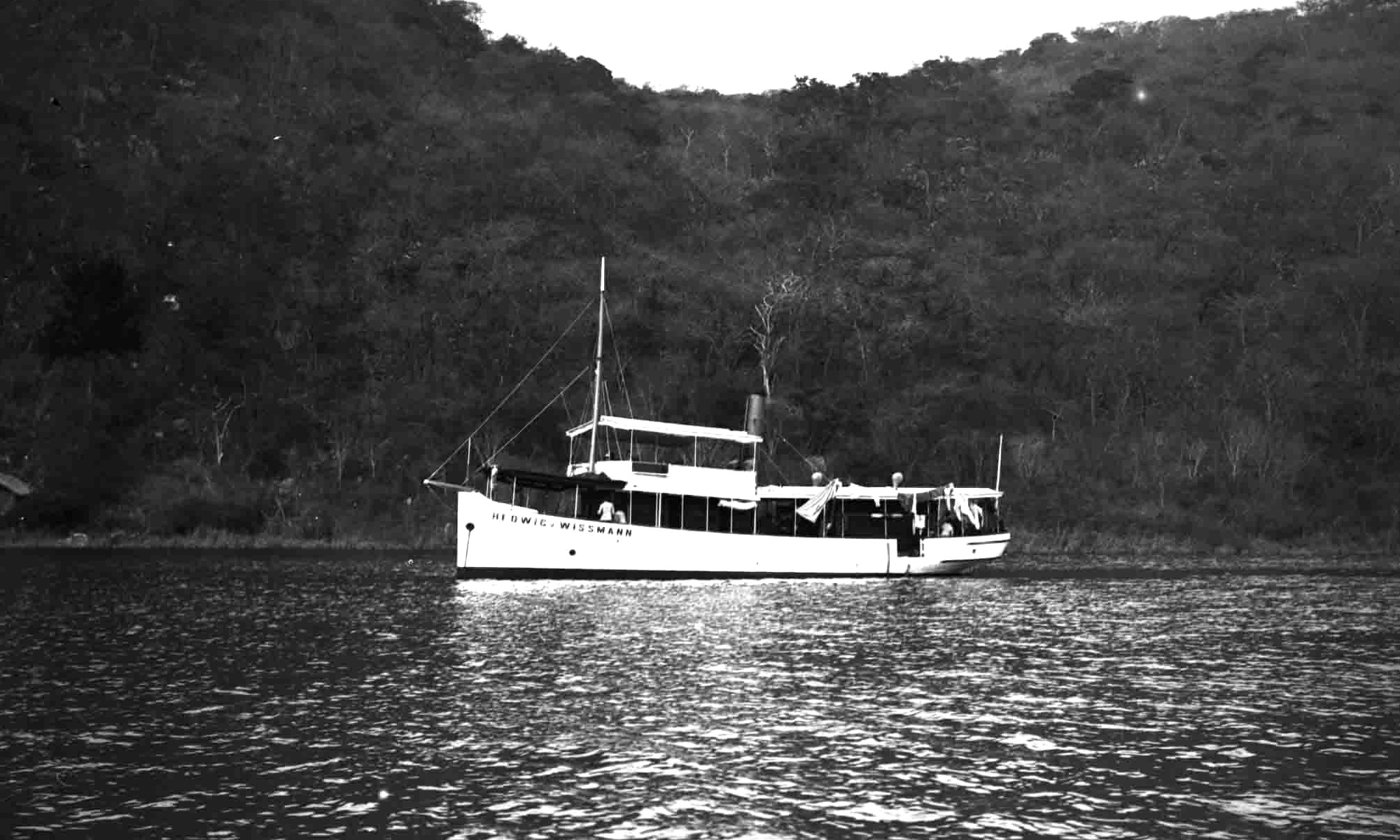
Die Hedwig von Wissmann auf dem Tanganjikasee (Foto von 1907–1914)

Die Hedwig von Wissmann, benannt nach der Ehefrau Hermann von Wissmanns, wurde in Hamburg von Schiffswerfte & Maschinenfabrik AG konstruiert und 1897 mit der Baunummer 360 gebaut. Sie wurde 1898 in Einzelteilen verschifft, nach Kigoma gebracht und dort montiert. Wesentlich beteiligt war Otto Schloifer. Finanziert wurde dies durch eine Lotterie. Der ungefähr 22 Meter lange holzbefeuerte Postdampfer wurde im Jahr 1900 in Dienst gestellt.
Im Jahr 1897 veröffentlichte der Geograph Rudolf Fitzner (* 1864) seine Schrift Ein deutscher Dampfer für den Tanganyikasee, in der er über den geplanten Schiffsbau berichtete: „Der Tanganyika-Dampfer wird zwischen den Steven eine Länge von 20 m, über Spanten eine Breite von 4,20 m und von der Oberkante Kiel bis Deck eine Tiefe von 2,38 m haben. Sein Tiefgang wird mit voller Ausrüstung, 20 m³ Brennmaterial und etwa 100 Personen an Bord 1,76 m betragen. Der Schiffskörper mit Außenbeplattung und eisernem Kiel soll aus bestem Schiffsbaustahl gefertigt werden […] Durch 4 eiserne Querschotte werden im Schiff fünf Haupträume gebildet […]“
Der vorderste Raum sollte als Kabelgatt genutzt werden, der zweite als Querbunker für Brennmaterial, der dritte die Maschine, die Kessel und zwei Längsbunker aufnehmen, der vierte, über dem sich eine hohe eiserne Zugangsluke befinden sollte, einen weiteren Querbunker, und der hinterste Raum sollte der „Stauung von Munition, Waffen und Proviant für Europäer“ dienen. Dieser letzte Raum sollte eine flache Zugangsluke erhalten. Das Teakholzdeck sollte von einem 75 cm hohen stählernen Schanzkleid umgeben sein. Auf dem Vorderdeck war ein Deckhaus aus Teakholz mit einer Länge von 4,6 m und einer Breite von 2,7 m geplant. Im vorderen Teil war ein Wohnraum mit drei ledergepolsterten Sitzbänken, Tisch, Schränken und Regalen geplant, dahinter sollten sich auf der Backbordseite ein Badezimmer, die Pantry und die Toilette anschließen, auf der Steuerbordseite die Küche. Auf dem Deckhaus sollte sich die Steuereinheit befinden. Über dem gesamten Deck sollten Sonnensegel gespannt werden können. Der hölzerne Signalmast sollte zerlegbar konstruiert werden und mit einem Stagfocksegel ausgestattet sein. Die Maschine sollte 65 bis 70 Pferdestärken haben und dem Schiff zu einer Geschwindigkeit von etwa acht Knoten verhelfen. Die Zylinder der Maschine sollten 220 und 340 mm Durchmesser und einen Kolbenhub von 250 mm haben. Die beiden eisernen horizontalen Röhrenkessel sollten aus „bestem deutschen Kesselmaterial“ hergestellt werden. Weil die Hedwig von Wissmann in zerlegtem Zustand transportiert werden sollte, durften die meisten Einzelteile ein Gewicht von 30 kg, der normalen Ladung für einen Träger, nicht überschreiten. Nur einige wenige Teile, die mit Wagen transportiert werden sollten, durften bis zu 120 kg wiegen.
Schon zur Zeit der Abfassung dieses Berichtes war vorgesehen, diesen Transport durch Premierleutnant Schloifer durchführen zu lassen. Schloifer hatte sich dafür durch seine Teilnahme an einer Expedition des Antisklaverei-Komitees 1891/92 qualifiziert. Der zerlegte Dampfer sollte erst ins ostafrikanische Chinde gebracht werden und von dort durch die African Lakes Corporation nach Fort Johnson am Nyassasee transportiert werden. Von dort sollte der Dampfer Hermann von Wissmann ihn ans Nordende des Sees zur Station Langenburg bringen. Von dort sollten eine Trägerkarawane und einige Karren die Einzelteile auf der Stevenson Road zum Tanganjikasee befördern, an dessen Südende die Hedwig von Wissmann dann zusammengebaut werden sollte.
Zur Selbstverteidigung waren auf dem Schiff zwei MGs vorhanden, jeweils eines an Bug und Heck. Auf dem See verkehrte ab 1914 außer der Hedwig von Wissmann der deutsche Zollkreuzer Kingani und ab 1915 die Goetzen sowie ab 1916 die Wami. Neben diesen deutschen Schiffen befuhren vor dem Ersten Weltkrieg mindestens der belgische Dampfer Alexandre Delcommune und ein britisches Dampfboot den See, später kamen weitere britische und belgische Schiffe hinzu.

### Erster Weltkrieg

Die Hedwig von Wissmann (hinten links) und die Kingani mit Geschützfloss (vorne rechts) auf dem Tanganjikasee

Am 12. August 1914 wurden drei Revolverkanonen Kaliber 3,7 cm des Vermessungsschiffs Möwe, das sich an der Küste des Indischen Ozeans selbst versenkt hatte, montiert. Auch Mannschaften der Möwe wurde übernommen. Nunmehr zum Kanonenboot umgerüstet, beschädigte die Hedwig von Wissmann unter Befehl von Korvettenkapitän Gustav Zimmer am 23. August 1914 die Alexandre Delcommune bei einem Seegefecht vor Mpala schwer. Am 3. Dezember 1915 wurde mit der Hedwig von Wissmann eine Erkundungsfahrt gegen Lukuga unternommen. Am 26. Dezember folgte das Gefecht von Lukuga. Die Kingani fiel dabei in britische Hände. Die britische Admiralität beorderte die Schnellboote Mimi und Toutou auf den See, die Geoffrey Basil Spicer Simson ausgerüstet hatte, ferner wurde die Alexandre Delcommune nach ihrer Reparatur als Vengeur wieder in Dienst gestellt. Auch das ehemals deutsche Schiff Kingani, nun in Fifi umbenannt, war nun im Einsatz gegen die Hedwig von Wissmann.

### Das Gefecht vor Kap Kungwe
Am 8. Februar 1916 wurde die Hedwig von Wissmann unter Oberleutnant zur See Job Odebrecht Richtung Kungwestock geschickt, um Informationen über den Verbleib der Kingani zu sammeln. Sie sollte am folgenden Tag wieder mit der Goetzen bei Lukuga zusammentreffen. Doch dazu kam es nicht mehr: Gegen 7.45 Uhr am 9. Februar 1916 wurden von der Hedwig von Wissmann aus die Fifi, die Mimi, die belgische Dix Tonne und ein weiteres Boot gesichtet. Odebrecht hielt zunächst auf diese feindlichen Fahrzeuge zu, ehe er gegen 9.30 Uhr wenden ließ – vielleicht, um die feindlichen Schiffe in die Reichweite der Goetzen zu locken. Aus einer Entfernung von etwa 8.000 Metern wurde die Hedwig von Wissmann, deren Geschütze eine weit geringere Reichweite hatten, beschossen. Die von Spicer Simson kommandierte Fifi und die schnellere Mimi verfolgten das deutsche Schiff. Als sie nur noch drei Kilometer entfernt waren, eröffnete Odebrecht das Feuer, woraufhin die Mimi noch einmal abdrehte. Die beiden britischen Schiffe hielten sich nun in einer Distanz von sechs Kilometern von der Hedwig von Wissmann und feuerten weiter auf das Schiff. Um 11.30 Uhr wurde die Hedwig von Wissmann zum ersten Mal getroffen. Kurz darauf erhielt sie
im Gefecht vor Kap Kungwe einen Treffer in den Kesselraum, durch den sie in Brand geriet und manövrierunfähig wurde. Die Mannschaft gab nun das Schiff auf. Einheimische Besatzungsmitglieder versuchten sich per Rettungsboot in Sicherheit zu bringen, die Deutschen mit Schwimmwesten. Odebrecht und sein Maat Mewes verließen als letzte das brennende Schiff, in dem sie einen Sprengsatz hinterließen, um es als Beute untauglich zu machen.
Sieben Personen – zwei Deutsche und fünf einheimische Besatzungsmitglieder – starben beim Untergang der Hedwig von Wissmann, drei Personen wurden verletzt. Die Überlebenden wurden nach etwa einer Stunde von den britischen und belgischen Booten gerettet. Kapitän zur See Gustav Zimmer sah mit dem Verlust der Kingani und der Hedwig von Wissmann die deutsche Vormacht auf dem Tanganjikasee erschüttert. Dieser Niederlage folgten weitere an Land.

## DieHedwig von Wissmannin der Literatur
Die kriegerischen Handlungen auf dem Tanganjikasee wurden von Alex Capus in seinem Roman Eine Frage der Zeit verarbeitet; zuvor hatte schon Giles Foden in seinem Werk Die wahre Geschichte der „African Queen“ den Stoff bearbeitet.